# Campiglossa distincta
Campiglossa distincta är en tvåvingeart som först beskrevs av Quisenberry 1949.  Campiglossa distincta ingår i släktet Campiglossa och familjen borrflugor. Inga underarter finns listade.